# David I al Scoției
David I (n. 1084, Scoția, Regatul Unit – d. 24 mai 1153, Carlisle, Anglia, Regatul Unit) a fost prinț de Cumbria (1113 - 1124), Conte de Northampton și Huntingdon și mai târziu rege al Scoției (1124-1153). 
Cel mai tânăr fiu al lui Malcolm al III-lea al Scoției și a Margaretei de Wessex, David și-a petrecut primii ani în Scoția, dar la moartea părinților săi din 1193, a fost forțat să plece în exil, de către unchiul său, regele Donald al III-lea al Scoției. Este posibil ca după anul 1100, el să se fi retras la curtea regelui Henric I al Angliei, unde a fost influențat de cultura anglo-franceză.
Când fratele lui David, Alexandru I al Scoției, a murit în 1124, David a preluat regatul Scoției, cu ajutorul lui Henric I. El a fost forțat să se angajeze în lupta împotriva rivalului și nepotului său, Malcolm, fiul lui Alexandru. Se pare că luptele au durat timp de zece ani, implicând distrugerea regiunii Óengus. Victoria lui David a permis extinderea controlului asupra regiunilor îndepărtate. După moartea lui Henric I, David a susținut pretențiile fiicei lui Henric și ale propriei sale nepoate, Matilda, la tronul Angliei. În acest proces, el a intrat în conflict cu regele Ștefan al Angliei și a fost capabil să-și extindă puterea în nordul Angliei, în ciuda înfrângerii lui în Bătălia de la Standard din 1138.